# Werna Åkerberg
Werna Blythe Åkerberg, född Ayer 1 juli 1869 i South Carolina, USA, död 15 november 1952 i Gränna, var en amerikansk-svensk  målare och mosaikkonstnär.
Hon var dotter till en amerikansk general och adopterad av den amerikanska familjen Hamilton. Hon gifte sig 1897 med konstnären Knut Åkerberg. Hon var huvudsakligen verksam som mosaikkonstnär med arbeten i marmor och glas men var även verksam som bildkonstnär. Hon medverkade i några utställningar tillsammans med sin man i Gränna. Åkerberg är representerad vid prins Eugens Waldemarsudde.